# Der Fall Kurilow
Der Fall Kurilow ist ein 1933 als L'affaire Courilof in Frankreich erschienener und 1995 zum ersten Mal ins Deutsche übersetzter Roman von Irène Némirovsky. Er schildert das Leben eines als Terrorist in der Zarenzeit tätigen Mannes, der ab 1917 ein Jahr für die Russische Revolution in der Tscheka arbeitet. Seither in Frankreich in Nizza im Exil unter falschem Namen lebend und tödlich erkrankt, verfasst er 1931 seine Erinnerungen an sein erstes Attentat auf den Minister für das Schulwesen Walerian Alexandrowitsch Kurilow im Jahr 1903. – Der ihrem Mann Michel Epstein gewidmete Roman ist nach dem erfolgreichen David Golder und zwei weiteren Novellen – Der Ball (1930/dt. 2005) und Les mouches d’automne (1931) – die zweite größere literarische Arbeit von Irène Némirovsky.

## Inhalt
Der Roman ist eine von der kurzen Rahmenerzählung als Einleitung ausgehende Manuskriptfiktion, in der der Ich-Erzähler kurz vor seinem Tod seine Autobiografie niederschreibt.

### Einleitung
Unmittelbarer Auslöser des Impulses für Léon M., 1931 als 50-Jähriger, der seit seiner Kindheit an Tuberkulose leidet, seine Biografie zu schreiben, ist seine Begegnung mit einem Mann namens Baranow, der ihn auf der menschenleeren Terrasse eines Cafés in Nizza als Marcel Legrand anspricht und ihn fragt, ob er nicht 1903 mit dem Fall Kurilow zu tun gehabt haben könnte. Baranow gibt sich als friedlicher Rentner aus, der als Polizist unter dem Zaren Nikolaus II. zehn Jahre zum Schutz Kurilows tätig war und so auf Léon M. als Marcel Legrand im Umfeld des Ministers gestoßen sei. Dessen wahre Identität habe er nie herausbekommen, und Léon M. alias Marcel Legrand gibt sie auch jetzt nicht preis, wiewohl er zugibt, auch in der Revolution „oben“ „ganz schön mitgemischt“ zu haben (S. 12). Beide gestehen einander, zum Tode einer für sie nicht nachvollziehbaren Anzahl von Menschen beigetragen zu haben. Léon M. erwähnt einen „Einfaltspinsel“, einen „kleinen rosigen Juden namens Blumenthal von der ‚Chicago Tribune‘“, der ihn in Russland einmal nach der Anzahl der auf seine Anweisung Getöteten gefragt habe. Für den Ex-Polizisten geschahen seine Tötungen während der Dienstausübung und sind ihm daher egal, was Léon M. mit „gleichgültiger, müder Stimme“ für die von ihm „vom Spielbrett geholten Steine“ bestätigt. Denn „in jenen schwierigen Zeiten damals hat jeder mit angepackt“ (S. 13 ff.)

### Autobiografie
Kindheit und Jugend Léon M. hält sich nicht für eitel und wichtig genug, als dass es eine Autobiografie über ihn geben müsste. Dafür fühlt er sich zu müde und dem Tod zu nahe. Trotzdem gehört er als „die Legende Léon M.“ zur „Ikonografie der Oktoberrevolution“ (S. 23), an die er sich für sich allein zu erinnern bemüht. Dabei wird ihm klar, dass es der Fall Kurilow ist, der ihn am meisten in Beschlag genommen hat, weil er zu ihm in einem persönlichen Verhältnis stand und er von Kurilow mehr lernte als er ahnte.
Von seinen Eltern her sieht er sich „in einer Art ‚dynastischer revolutionärer Tradition‘“ stehen (S. 20), so dass er gewissermaßen seit seiner Geburt Bolschewik und Mitglied der Partei ist. Er kam nach deren Deportation in Sibirien auf die Welt. Als der Vater erneut verhaftet wird, geht seine Mutter mit ihm und seinen zwei kleinen Brüdern nach Genf, wo sie ein Terroristenkomitee leitet. Als er zehn Jahre alt ist, stirbt sie an Tuberkulose kurz nach dem Tod ihrer beiden jüngsten Söhne. Er erinnert sich an sie am ehesten als an eine mit müden Augen hinter einem Kneifer schreibende Frau. Einer der Leiter der Exil-Partei, ein russischstämmiger eingebürgerter Schweizer Arzt, nimmt sich seiner an, lässt ihn in einem Sanatorium gesunden und bringt ihm außer Sprachen die Anfangsgründe der Medizin bei. Mit 18 Jahren beginnt sein Revolutionärsleben, zunächst in Frankreich, aber ohne Feuer und Kraft und ohne Neigung, revolutionäre Lieder zu singen und an eine romantische Seite der Revolution zu glauben (S. 23 ff.). 1903 wird er vom Komitee nach Russland geschickt, wo er den Minister des zaristischen Schulwesens liquidieren soll. Was ihn antreibt, ist „die Überzeugung, daß eine gesellschaftliche Revolution unumgänglich sei, notwendig, so richtig und gerecht, wie es menschliche Belange überhaupt sein können. Die Liebe zur Macht trieb mich gleichermaßen wie die Sehnsucht nach einer gewissen menschlichen Wärme, die mir fehlte und die ich nur dort gefunden habe“ (S. 26), denn „die Macht, die Illusion, über menschliche Schicksale zu bestimmen, macht süchtig wie das Rauchen, wie der Wein“ (S. 32).
Das Attentat Nach zwei gescheiterten Attentaten auf den Schulminister Kurilow soll Léon M. als Schweizer Bürger Marcel Legrand und Doktor der Medizin vom Hause Kurilows in Sankt Petersburg aus den dritten Anlauf nehmen, den Minister vor den Augen einer großen Öffentlichkeit zu töten, damit es in der internationalen Presse nicht übergangen werden kann. Auf Kurilow ist die Wahl des Komitees deshalb gefallen, weil er in besonderer Weise die Repressionsseite des Zarenregimes verkörpert. Er gehört „nicht zum Hochadel und [gibt] sich, wie das oft vorkommt, ‚päpstlicher als der Papst‘, über[bietet] noch den Haß auf die Revolution und die Verachtung des Volkes, die die herrschende Klasse des Landes auszeichne[n]“ (S. 33). Das Komitee handelt in der „Überzeugung, dass ich mindestens genauso wie der Minister selbst den Tod riskierte“, und sieht darin die Rechtfertigung des Mordes (S. 37).
Es gelingt ihm schnell, das Vertrauen des an Leberkrebs leidenden Kurilow zu gewinnen, der nur noch eine kurze Lebenserwartung hat. Nachdem er Kurilow immer besser kennengelernt und erfahren hat, dass dieser durch eine auf das Vorleben seiner Frau zielende Intrige ohnehin bald aus dem Amt gedrängt werden soll, weigert er sich, das Attentat auszuführen. Er lässt sich aber nach Gesprächen mit einem Funktionär der Partei dann doch darauf ein, es dennoch zu tun, sollte Kurilow an einem bestimmten Termin wieder im Amt sein. Als Kurilow zu seiner Frau steht und tatsächlich entlassen wird, ignoriert er aus Hass auf seinen intriganten Nachfolger Dahl das Anliegen einer Delegation besorgter Professoren, die eine Eskalation der Schüler- und Studentenunruhen verhindern wollten. Nachdem Dahl für die tödlichen Schüsse auf Schüler, die unter dem Fenster des Zaren fielen, verantwortlich gemacht wird, kehrt Kurilow wider M.s Erwarten tatsächlich in das Ministeramt zurück, was M. zwingt, sein Versprechen einzulösen.
Kurz vor dem geplanten Attentat fällt auf ihn jedoch ein Verdacht; er flieht nach Persien und reist, mit neuer Identität versehen, sofort nach Petersburg zurück. Eine ihm seit seiner Einreise nach Russland zugeordnete ortskundige Parteiangehörige bringt die Bombe zum Theater mit, wo Kurilow anlässlich eines Theaterbesuchs des Zaren in Begleitung des deutschen Kaisers Wilhelm II. exekutiert werden soll. Da er kurz zögert, als Kurilow ihn erkennt, wirft seine Begleiterin die Bombe; er bekennt sich aber statt ihrer als der eigentlich vorgesehene Täter. Er wird zum Tode verurteilt, sie zur Deportation. Er wird im Zuge einer bei der Geburt des Thronfolgers gewährten Amnestie begnadigt, kann von der Zwangsarbeit in Sibirien fliehen und sich 1905 nach der Trennung von der terroristischen Fraktion der Partei an der Revolution beteiligen. Von 1903 bis 1917 verbringt er jedoch die meiste Zeit im Gefängnis oder in der Verbannung, so dass er erst kurz vor der Oktoberrevolution wieder in Russland ist.
Arbeit bei der Tscheka von 1917-1919 Léon M. wird Parteikommissar und mit einer Arbeit bei der Tscheka betraut, die er als eine „schreckliche Aufgabe“ empfindet, für die „ein starker und persönlicher Hass notwendig“ wäre, der ihm aber fehle (S. 29). Dabei muss er für sich feststellen, dass es leicht ist, „Unbekannte zu töten, menschliche Wesen wie die, die damals, in jenen Nächten von 1919, vor mir vorüberzogen“ (S. 156). Gleichzeitig versteht er die, die er in den Tod schickt, einen kurzen Augenblick lang „wie Brüder, wie meine eigene Seele“ (S. 157). Im Unterschied zu einigen seiner auffällig gewalttätigen Genossen hält er sich für einen gewöhnlichen Menschen, „ein[en] traurige[n], hustende[n] kleine[n] Mann mit einem Kneifer auf einem Stumpfnäschen und feingliedrigen Händen“ (S. 30). Als die Politik der Führungsspitze sich ändert, wird er ins Exil geschickt und lebt mit der Identität eines gewissen Jacques Lourié in dessen Haus in Nizza; Lourié, „der, wegen revolutionärer Konspiration verurteilt, in den Kasematten von Peter-und-Paul an Typhus gestorben ist [, war] ein Jude aus Lettland, der die französische Staatsbürgerschaft erworben hatte“ (S. 30 f.).

## Personen
Léon M. Seine Identität kann er offenbar deshalb nicht preisgeben, weil er sie zu oft gewechselt hat: vom kleinen Lonja für seine Mutter und seine Schweizer Umgebung zu Marcel Legrand in Sankt Petersburg, dann erneuter Wechsel vor dem Attentat, ab 1917 Léon M. als Kommissar und zum Schluss Jacques Lourié. Sein Leben habe ihn nie besonders interessiert (S. 39). Bei dem, was ihn am Leben erhält, spielt die Partei, die ihm zu seiner letzten Identität verholfen hat, eine Rahmenrolle. Sie hat ihm aber die Dokumente eines Toten gegeben. In Nizza lebt er vom Schreiben: „von den kleinen Einkünften aus meinen Büchern und Artikeln in den Zeitungen und Zeitschriften der Partei“ (S. 30). Wenn er an „jenen Saal, in dem wir zu fünfzehn und zwanzig schliefen, 1917, als wir die Macht ergriffen“, denkt, erfüllt ihn eine Sehnsucht, dass er am liebsten wieder nach Russland zurückkehren würde (S. 32). Auch in Nizza mit Blick auf die Menschen der Großstadt sagt er, dass er die „Masse, die Menschen“ liebe. Denn Familie hat er keine, weil er, wie er ironisch sagt, „noch die alten, gesunden revolutionären Traditionen“ pflege (S. 13). Es interessiert ihn das weitere Schicksal der Kurilows, so dass er erfährt, dass zwar die Ehefrau in der Revolution erschossen wurde, aber ihre beiden Kinder leben. Von immer neuen Schüben seiner Tuberkulose heimgesucht und Blut spuckend, ist es aber „diese unabänderliche Einsamkeit“, die er liebt (S. 158). Sie lässt ihn auch immer wieder an dem zweifeln, was er für die Partei tun soll, und setzt ein Fragezeichen hinter das, was diese als „Gerechtigkeit“ ausgibt: „Für das Glück der Mehrheit die Ungerechten vernichten?“ (S. 157). Da er sich am ehesten als einen Rollenspieler sieht, der im letzten Satz seiner Niederschrift sagt „Zum Glück ist, für mich wenigstens, das Stück bald zu Ende“ (S. 201), können ihm die anderen schnell als „Hampelmänner“ oder „Clowns“ erscheinen (S. 157 f.), wie ernst sie sich auch immer nehmen und wie ernst er sie nehmen muss, so dass im Augenblick, als er sich von Kurilow enttarnt sieht, er ihm „mit Wonne eine Revolverkugel mitten ins Gesicht gefeuert“ hätte (S. 194). Am weitesten geht er mit seinem fatalistischen Urteil, wenn er sagt: „Was für ein Schlachthaus, eine Revolution! Ist das alles der Mühe wert ...? Im Grunde ist nichts der Mühe wert, nicht einmal das Leben“ (S. 153). Auf den süchtig machenden Gebrauch der Macht kann er mit zunehmender Gleichgültigkeit antworten (S. 26, 27, 30, 32, 39). Beim Tod von Kurilow hat er in der brausenden Menge das Gefühl, verloren zu sein: „Ich empfand ein Gefühl der Erleichterung“ (S. 200).
Walerian Alexandrowitsch Kurilow ist endgültig vom Tode gezeichnet, was sein Hausarzt Marcel Legrand alias Lonja alias Léon M. ihm lange verschweigt. Obwohl Kurilow es ahnt, ist das Amt für ihn sein Leben, denn er mag es, „zwischen zwei Reihen sich tief verneigenden Volkes hindurchzuschreiten“ (S. 144). Seinem tödlich gezeichneten Körper geben sein Korsett, seine Uniform und die Orden Haltung. Dem entspricht seine Überzeugung: „Russland wird meine Feinde vergessen, aber an mich wird es sich erinnern ...“ (S. 136). Einmal hilft er über die Vermittlung seiner Frau einer jüdischen Witwe mit Geld, die ihn indirekt dafür verantwortlich macht, dass ihr ältester Sohn über einen Agent Provocateur des Innenministers als Revolutionär verdächtigt wurde, woraufhin er sich umgebracht hat. Für Marcel Legrand wird diese Hilfe Kurilows zu einem eindrucksvollen Anlass, „mit Grausen an die Ermordung dieses pompösen Dummkopfs“ (S. 125) zu denken. Was ihm Bewunderung für Kurilow abnötigt und sein Vorhaben zusätzlich erschwert, ist dessen Haltung, dem Drängen des Zaren nicht nachzugeben, sich von seiner unstandesgemäßen Ehefrau, einer Ex-Operettensängerin aus Paris, zu trennen. Andererseits bekommt Legrand mit, wie Kurilow riskiert, dass auf protestierende Studenten geschossen wird, um sich an seinem Konkurrenten zu rächen (S. 180–184). Außerdem hat Kurilow Umgang mit Leuten, die sich in seiner Gesellschaft so über die russischen Verhältnisse äußern: „Man müsste eine Geheimgesellschaft schaffen, deren Aufgabe es wäre, diese verdammten Sozialisten, Revolutionäre, Kommunisten, Freidenker und alle Juden, selbstverständlich, auszurotten (...) Diese Leute, diese revolutionäre Kanaille, die verdienen nicht mehr Mitleid als tollwütige Hunde ...“ (S. 102 f.). Kurilow, der sein Amt auch stets als Bürde empfand, rechtfertigt sich damit, dass jedes Schaffen Zerstören bedeutet, wobei er sich durch seinen Gehorsam „höheren Beweggründen“ gegenüber gerechtfertigt sieht (S. 193).
Victoria Saltykov ist die Mutter von Léon M. alias Lonja. Sie ist „der Typus der Intellektuellen der achtziger [1880er] Jahre“ mit einer feingliedrigen, schwächlichen Gestalt und hellem, glatt anliegenden Haar (S. 18). Im Haushalt und mit ihren Kindern ist sie ungeschickt. Einmal erwartete sie hingerichtet zu werden, nachdem sie einen Gendarmeriehauptmann erschossen hatte, der eine alte, kranke politische Gefangene gequält hatte. Sie hätte, wie sie ihrem Sohn sagt, ihren „Tod als einen erhabenen Protest gegen eine Welt der Tränen und des Blutes“ (S. 19) empfunden. Die Behandlung ihrer tödlichen Lungentuberkulose lehnt sie ab, indem sie auf die hilf- und wehrlos kranken Arbeiterinnen in den Fabriken hinweist. Nur selten und mit ausgestreckter Hand streichelt sie ihre Kinder. In der Schweiz engagiert sie sich, indem sie über den Genfersee Terroristen in Frankreich mit Sprengstoff und Broschüren versorgt.
Fanny Zart ist Medizinstudentin und Léon M.s Betreuerin in Russland. Um in seiner Nähe nicht erkannt zu werden, verkleidet sie sich als Bäuerin. Sie ist das Gegenbild seiner Mutter: jung, robust und mit schwarzen Haaren, „die wie ein Backenbart in ihre Wangen hineinwuchsen“ (S. 42). Ihr Bruder, ein „kleiner jüdischer Bankier mit rundem Bäuchlein“ in Petersburg, zahlt für ihr Studium, meidet aber den Umgang mit ihr. So nimmt „der Hass auf die besitzenden Klassen für sie die konkrete Gestalt“ ihres Bruders an und macht sie zu einer leidenschaftlichen Anhängerin der Revolution. Sie wirft, als Léon kurz zögert, an seiner Stelle die Bombe, die Kurilow tötet. Unter Schluchzen vergegenwärtigt sie sich, was sie gerade gemacht hat, führt aber nach einigen Jahren und ihrer Flucht aus der lebenslangen Deportation ein zweites erfolgreiches Attentat aus und erhängt sich nach ihrer Verhaftung in der Zelle.

## „Die Erinnerungen eines Terroristen“ von Boris Savinkov als Quelle Némirovskys
1931 waren bei Payot in Paris in französischer Übersetzung die von Boris Sawinkow 1909 veröffentlichten und 1917 ergänzten Erinnerungen eines Terroristen erschienen. Némirovsky verwandelt sich einiges aus diesem für Albert Camus und sein Drama „Die Gerechten“ von 1949 grundlegenden Buch an, ohne dass Camus von Némirovsky etwas wusste. Némirovsky hat für die Darstellung Fanny Zarts und Léon M.s Anleihen bei den Diskussionen gemacht, die Savinkov die Terroristen vor und nach ihren Attentaten führen lässt und in denen sie erwägen, was alles erlaubt ist und wann es Grenzen für den Bombenwurf gibt. Léon M.s Aussage, dass er die Bombe auf Kurilow auch in Gesellschaft seiner Familie mit Frau und Kindern werfen würde (S. 197), findet ihr Gegenstück in den bei Savinkov auf den Seiten 116 ff. und 258 ff. wiedergegebenen Auseinandersetzungen. Auch die letzte Identität Léon M.s – Jacques Lourié – hat eine Entsprechung bei Savinkov, nämlich in Rachel Vladimirovna Lourié, die aus einer reichen jüdischen Kaufmannsfamilie stammte, sich der Partei der Sozialrevolutionäre anschloss und sich 1908 in Paris erschoss (Savinkov, S. 452).
Das von Némirovsky in ihren handelnden Personen entworfene Panorama der revolutionären Aktivitäten in Russland, in deren Folge Némirovskys Familie aus Moskau fliehen musste, entspricht der von Enzo Traverso 2007 formulierten Einsicht, dass die Geschichte Europas im 20. Jahrhundert bis 1945 die eines vom Bürgerkrieg zerrissenen Kontinents ist, in dem das Gute wie das Böse zusammen existierten wie die Pole eines Magnetfeldes. Das zeige, dass die menschliche Natur angesichts des Äußersten immer aus einer Mischung aus beidem bestehe. Das ist es, was Kurilow, aber auch die um Léon M. handelnden Menschen und ihn selbst mit seinen ständig wechselnden Identitäten in seinen Augen zu „Hampelmännern“ und „Clowns“ macht, als würde auch mit der Revolution das ewig gleiche Stück fortgesetzt.
In Der Fall Kurilow zeigt Némirovsky die bereits bei Savinkov dargestellte innere Zwiespältigkeit der Handelnden. Ihre Biographen Olivier Philipponnat und Patrick Lienhardt fassen dies in einer Stellungnahme zum 2008 in den USA neu ausgelösten Streit darüber, wie antisemitisch die Autorin gewesen sei, so zusammen: „Némirovsky weigerte sich, mit wem auch immer zu sympathisieren. Einige Juden in ihren Romanen sind Bösewichte, aber einige französische Politiker auch; genauso einige Russen, die die Pogrome unterstützten, wie in ihrem ersten Buch von 1926 ‚L’enfant génial‘ und in ihrem letzten vor dem Krieg ‚Die Hunde und die Wölfe‘. Némirovsky wollte frei von allen Zwängen sein. Das war ohne Zweifel gefährlich – und sie zahlt immer noch dafür.“

## Sekundärliteratur
- Boris Savinkov, Erinnerungen eines Terroristen. Aus dem Russischen übersetzt von Arkadi Maslow. Revidiert und ergänzt von Barbara Conrad. Mit einem Vor- und Nachbericht von Hans Magnus Enzensberger, Nördlingen (Franz Greno) 1985. ISBN 3921568277.
- Olivier Philipponnat, Patrick Lienhardt, La vie d'Irène Némirovsky, Paris (Grasset-Denoël) 2007, ISBN 2246687217.